# Club Tijuana Femenil
El Club Tijuana Xoloitzcuintles de Caliente Femenil, mejor conocidas como Club Tijuana Femenil, o simplemente las Perrísimas, es un equipo de fútbol femenino mexicano que participa en la Liga MX Femenil. Fue fundado en 2014 por Marbella Ibarra y juega en el Estadio Caliente con sede en Tijuana, Baja California, México. Es la rama femenil del Club Tijuana, equipo de la Liga MX varonil. Actualmente, es dirigido por el entrenador Juan Romo.

## Historia

### Inicios
En diciembre de 2016, el entonces presidente ejecutivo de la Liga MX, Enrique Bonilla, presentó ante los medios de comunicación la creación de una Liga Femenil Profesional para México. El Club Tijuana ya contaba con un equipo femenil que competía en distintos torneos en los Estados Unidos, ya que en 2014, Marbella Ibarra creó a la rama femenil del equipo Xoloitzcuintle.

### Liga MX Femenil
En febrero de 2017, el Club Tijuana anunció a través de sus redes sociales que realizarían visorías para el nuevo equipo femenino que participaría en la Liga MX Femenil. El 3 de mayo de 2017 se jugó la Copa MX Femenil, certamen en el cual participaron 12 clubes, entre ellos Xolos Femenil. Las Perrísimas clasificaron como líderes de grupo tras vencer a sus similares de Necaxa, Santos y Monterrey. El equipo tijuanense clasificó a la final, pero cayó ante el Pachuca con un marcador de 9 - 1 a favor de las Tuzas.
El 29 de julio de 2017, las Xolas debutaron en el Apertura 2017 ante el América, las de Tijuana debutaron de la mano de Andrea Rodebaugh y cayeron por 1 - 0 en las instalaciones del América; las Perrísimas se encontraban en el Grupo 2 junto al América, Pachuca, Toluca, Pumas, Monarcas, Cruz Azul y Veracruz.
El primer gol de las Xoloitzcuintles en la historia de la Liga MX Femenil fue anotado por Evelyn Fernández en la jornada 2 del Apertura 2017.
El 8 de julio de 2021, el Club Tijuana firmó a la primera jugadora extranjera que se uniría a sus filas, Angelina Hix llegaba para hacer historia al club procedente de Santiago Morning y con experiencia en Copa Libertadores y en la Champions League.
La jugadora mexico-estadunidense Renae Cuéllar es la actual máxima anotadora del club con 76 goles.

### Actualidad
Actualmente, el equipo de Tijuana ha logrado consolidarse como uno de los mejores de la liga, clasificándose por 2 años consecutivos a la liguilla del fútbol mexicano femenil.

## Estadio
El Estadio Caliente que se encuentra ubicado en el complejo de apuestas Hipódromo de Aguacaliente tenía capacidad para 18,448 espectadores.
Años después obtuvo una ampliación de 18,448 a 21.000, ahora el equipo milita en la Primera División de México y su estadio se encuentra aún en construcción la cual culminará con una capacidad para 33,000 aficionados. Con una cancha de pasto sintético de la más alta tecnología y avalada por la FIFA, el fútbol que se desarrolla en el empastado artificial del Estadio Caliente es de alto nivel y es el único estadio en México con una cancha 100 % sintética.

## Indumentaria

### Proveedor
| Período     | Proveedor |
| ----------- | --------- |
| 2017 – 2025 | Charly    |

### Patrocinadores
| - Caliente - Tecate - Afirme - Telcel - Calimax - Coca-Cola - Powerade - Volaris - Fox Sports | - Carl's Jr. - Coppel - SuKarne - Nissan - abc - Gonher - Pan Weber's - Evervital RedNtense | - Seguros Confíe - BH Fitness - La Fábrica del Taco - Tijuana - Gobierno del Estado de Baja California - Petsa Express - King Xolo Locker Room |

## Jugadoras

### Altas y bajas: Clausura 2024
Fecha de actualización: 11 de junio de 2024
| Altas            | Altas          | Altas       |
| Jugadora         | Posición       | Procedencia |
| ---------------- | -------------- | ----------- |
| Aisha Solórzano  | Delantera      | Club Puebla |
| Danielle Fuentes | Centrocampista | Cruz Azul   |

En pretemporada existen jugadoras del equipo piloto, se contemplarán como altas si son registradas para el torneo
| Bajas              | Bajas         | Bajas                                |
| Jugadora           | Posición      | Destino                              |
| ------------------ | ------------- | ------------------------------------ |
| Angelina Hix       | Delantera     | En recuperación de lesión en el club |
| Sanjuana Muñóz     | Delantera     | Agente libre                         |
| Yadira Toraya      | Defensa       | Agente libre                         |
| Luciana Riefkohl   | Delantera     | Club Atlético de San Luis            |
| Joselyn De La Rosa | Mediocampista | Club Deportivo Guadalajara           |
| Adison Willett     | Defensa       | Agente libre                         |
| Kimberly Hernández | Defensa       | Agente libre                         |
| Sinahy Duran       | Mediocampista | Agente libre                         |

Existen casos de jugadoras que estaba en el equipo piloto y fichan para otro equipo, la jugadora se considerará baja las que debutan en liga.

### Fuerzas Básicas

#### Sub-19
- La jugadora ya debutó en Primera División.

### Jugadoras internacionales
| Selección                                  | Categoría | Jugadoras                                      | #     |
| ------------------------------------------ | --------- | ---------------------------------------------- | ----- |
| México                                     | Absoluta  | Mayra Pelayo, Daniela Espinoza, Sanjuana Muñóz | 1 (3) |
| México                                     | Sub-20    | Michel Fong                                    | 1 (1) |
| México                                     | Sub-17    | Abril Montiel, Mariana Andonaegui              | (2)   |
| Venezuela                                  | Absoluta  | Paola Villamizar                               | 1 (1) |
| Costa Rica                                 | Absoluta  | Melissa Herrera                                | 1 (1) |
| Panamá                                     | Absoluta  | Marta Cox                                      | (1)   |
| Fecha de actualización: 23 de mayo de 2024 |           |                                                |       |

Se consideran jugadoras internacionales si han recibido llamado a selecciones nacionales en los últimos 12 meses. Con negritas se muestran aquellas jugadoras que han sido llamadas en la última convocatoria.

## Plantillas Importantes

### 11 Inicial en Copa
El Club Tijuana Femenil inició la era profesional del fútbol femenil en la Copa MX Femenil el 3 de mayo de 2017, enfrentándose al Cruz Azul Fútbol Club. Ganaron con un marcador de 2 a 0 en el Estadio de la Federación Mexicana de Fútbol, con goles de Fabiola Ibarra (25') y Carolina Jaramillo (41'). 
| Alineación: - Isela Parra - Verónica Pérez - Ana Lara - Nubia Anaya - Yazmín Guzmán - Karla Pérez - Carolina Jaramillo - Patricia Gutiérrez - Ericka Soto - Inglis Hernández - Fabiola Ibarra - D.T. Andrea Rodebaugh |  | I. Parra V. Pérez A. Lara N. Anaya Y. Guzmán K. Pérez C. Jaramillo P. Gutiérrez E. Soto I. Hernández F. Ibarra |

### Final de Copa  (1erTítulo Profesional)
Xolos Femenil llegó a su primera final profesional en la Copa MX Femenil el 6 de mayo de 2017, enfrentándose al Club de Fútbol Pachuca. Sin embargo, sufrieron una derrota en el marcador de 9 a 1 en el Estadio de la Federación Mexicana de Fútbol, quedando como subcampeonas. El único gol a favor fue anotado por Inglis Hernández al minuto 34. 
| Alineación: - Isela Parra - Verónica Pérez - Ana Lara - Nubia Ayala - Yazmín Guzmán - Esmeralda Verdugo - Karla Pérez - Carolina Jaramillo - Ericka Soto - Inglis Hernández - Fabiola Ibarra - D.T. Andrea Rodebaugh |  | I. Parra V. Pérez A. Lara N. Ayala Y. Guzmán E. Verdugo K. Pérez C. Jaramillo E. Soto I. Hernández F. Ibarra |

### 11 Inicial en Liga
Las Perrísimas iniciaron su participación en la Liga MX Femenil el 29 de julio de 2017, enfrentándose en las instalaciones del Club América. Sin embargo, sufrieron una derrota por 1 a 0 ante el Club América. 
| Alineación: - Itzel González - Daniela Vidal - Ana Lara - Karen Maprigat - Nubia Ayala - Patricia Gutiérrez - Ericka Soto - Evelyn Fernández - Samantha Arellano - Sheila Pulido - María Juárez - D.T. Andrea Rodebaugh |  | I. González D. Vidal A. Lara K. Maprigat N. Ayala P. Gutiérrez E. Soto E. Fernández S. Arellano S. Pulido M. Juárez |

### 1erPartido de Liguilla
Las Rojinegras iniciaron su participación en la fase final de la Liga MX Femenil el 14 de noviembre de 2019, en los cuartos de final del torneo Apertura 2019, enfrentándose en el Estadio Caliente. El encuentro terminó con un empate 0-0 contra Tigres de la UANL. 
| Alineación: - Itzel González - Britany Hernández - Jocelyn Orejel - Leyla Zapata - Yadira Toraya - Sheila Pulido - Valentina Oviedo - Cassandra Cuevas - Isabel Fonseca - Renae Cuéllar - Inglis Hernández - D.T. Carla Rossi |  | I. González B. Hernández J. Orejel L. Zapata Y. Toraya S. Pulido V. Oviedo C. Cuevas I. Fonseca R. Cuéllar I. Hernández |

### Primer amistoso internacional
Las Reinas del Mictlán, como parte de su pretemporada antes del inicio del torneo Apertura 2022, disputaron su primer partido internacional enfrentándose a Elite Soccer Club en Los Ángeles, California. El equipo ganó el encuentro 3-1, con un gol de Renae Cuéllar y doblete Daniela Espinosa.
| Alineación: - Natalia Acuña - Yadira Toraya - Leyla Zapata - Vanessa Sánchez - Sofía Martínez - Summer Mason - Joselyn De La Rosa - Inglis Hernández - Renae Cuéllar - Angelina Hix - Daniela Espinosa - D.T. Juan Romo |  | N. Acuña Y. Toraya L. Zapata V. Sánchez S. Martínez S. Mason J. De La Rosa I. Hernández R. Cuéllar A. Hix D. Espinosa |

## Estadísticas

### Copa de la Liga
Actualizado al último partido disputado el: 6 de mayo de 2017
| TORNEO        | PJ | PG | PE | PP | GF | GC | DIF | PTS | LOGRO        | EFE (%) |
| ------------- | -- | -- | -- | -- | -- | -- | --- | --- | ------------ | ------- |
| Clausura 2017 | 4  | 3  | 0  | 1  | 7  | 9  | -2  | 9   | Subcampeonas | 75      |
| TOTAL         | 4  | 3  | 0  | 1  | 7  | 9  | -2  | 9   | Subcampeonas | 75 %    |

### Primera División
Actualizado al último partido disputado el: 3 de mayo de 2024
| TORNEO        | PJ  | PG | PE | PP | GF  | GC  | DIF | PTS | POSICIÓN                                     | LOGRO                                        | EFE (%) |
| ------------- | --- | -- | -- | -- | --- | --- | --- | --- | -------------------------------------------- | -------------------------------------------- | ------- |
| Apertura 2017 | 14  | 5  | 4  | 5  | 17  | 19  | -2  | 19  | 9.º                                          | –                                            | 45.2    |
| Clausura 2018 | 14  | 2  | 4  | 8  | 11  | 21  | -10 | 10  | 12.º                                         | –                                            | 23.8    |
| Apertura 2018 | 16  | 2  | 3  | 11 | 10  | 28  | -18 | 9   | 15.º                                         | –                                            | 18.8    |
| Clausura 2019 | 16  | 3  | 4  | 9  | 10  | 26  | -16 | 13  | 15.º                                         | –                                            | 27.1    |
| Apertura 2019 | 20  | 8  | 6  | 6  | 27  | 24  | 3   | 30  | 7.º                                          | Cuartos de final                             | 50      |
| Clausura 2020 | 9   | 4  | 1  | 4  | 15  | 13  | 2   | 13  | Suspendido debido a la pandemia por COVID-19 | Suspendido debido a la pandemia por COVID-19 | 48.1    |
| Apertura 2020 | 17  | 3  | 3  | 11 | 16  | 31  | -15 | 12  | 16.º                                         | –                                            | 23.5    |
| Clausura 2021 | 17  | 5  | 3  | 9  | 17  | 20  | -3  | 18  | 14.º                                         | –                                            | 35.3    |
| Apertura 2021 | 19  | 9  | 5  | 5  | 32  | 21  | 11  | 32  | 7.º                                          | Cuartos de final                             | 56.1    |
| Clausura 2022 | 19  | 4  | 9  | 6  | 25  | 32  | -7  | 21  | 8.º                                          | Cuartos de final                             | 36.8    |
| Apertura 2022 | 19  | 8  | 5  | 6  | 34  | 28  | 6   | 29  | 5.º                                          | Cuartos de final                             | 50.9    |
| Clausura 2023 | 19  | 8  | 5  | 6  | 26  | 34  | -8  | 29  | 8.º                                          | Cuartos de final                             | 50.9    |
| Apertura 2023 | 19  | 10 | 4  | 5  | 39  | 29  | 10  | 34  | 5.º                                          | Cuartos de final                             | 59.6    |
| Clausura 2024 | 17  | 6  | 3  | 8  | 32  | 31  | 1   | 21  | 11.º                                         | –                                            | 41.2    |
| TOTAL         | 235 | 77 | 59 | 99 | 311 | 357 | -46 | 290 | 10.º                                         | 6 Cuartos de final                           | 41.13 % |

### Participación internacional
| Partidos internacionales | Partidos internacionales | Partidos internacionales | Partidos internacionales | Partidos internacionales | Partidos internacionales | Partidos internacionales |
| N.º                      | Fecha                    | Localidad                | Local                    | Res.                     | Visitante                | Certamen                 |
| ------------------------ | ------------------------ | ------------------------ | ------------------------ | ------------------------ | ------------------------ | ------------------------ |
| 1                        | 25 de junio de 2022      | Los Ángeles              | Elite Soccer Club        | 2:3                      | Club Tijuana Femenil     | Partido amistoso         |
| 2                        | 10 de diciembre de 2022  | Los Ángeles              | Elite Soccer Club        | 1:3                      | Club Tijuana Femenil     | Partido amistoso         |
| 3                        | 9 de abril de 2023       | San Diego                | San Diego Wave           | 3:0                      | Club Tijuana Femenil     | Partido amistoso         |
| 4                        | 11 de abril de 2023      | Tijuana                  | Club Tijuana Femenil     | 0:1                      | Puerto Rico              | Partido amistoso         |
| 5                        | 21 de julio de 2024      | Portland                 | Portland Thorns FC       | -:-                      | Club Tijuana Femenil     | 2024 Summer Cup          |
| 6                        | 28 de julio de 2024      | Seattle                  | Seattle Reign FC         | -:-                      | Club Tijuana Femenil     | 2024 Summer Cup          |
| 7                        | 31 de julio de 2024      | Sandy                    | Utah Royals FC           | -:-                      | Club Tijuana Femenil     | 2024 Summer Cup          |

## Goles históricos

### Goles en Copa
| Gol                                       | Fecha             | Jugador              | Rival                 | Resultado | Notas           |
| ----------------------------------------- | ----------------- | -------------------- | --------------------- | --------- | --------------- |
| 1                                         | 3 de mayo de 2017 | Fabiola Ibarra (25') | Cruz Azul Fútbol Club | 2 - 0     | Primer gol Copa |
| Fecha de actualización: 6 de mayo de 2017 |                   |                      |                       |           |                 |

### Goles en Liga
| Gol                                             | Fecha                  | Jugador                 | Rival                     | Resultado | Notas           |
| ----------------------------------------------- | ---------------------- | ----------------------- | ------------------------- | --------- | --------------- |
| 1                                               | 5 de agosto de 2017    | Evelyn Fernández (55')  | Monarcas Morelia          | 2 - 0     | Primer gol Liga |
| 50                                              | 5 de agosto de 2019    | Renae Cuéllar (1')      | Atlas Fútbol Club         | 1 - 1     | Gol número 50   |
| 100                                             | 2 de noviembre de 2020 | Samantha Arellano (52') | Club Atlético de San Luis | 2 - 0     | Gol número 100  |
| 200                                             | 27 de agosto de 2022   | Renae Cuéllar (68')     | Club América              | 1 - 3     | Gol número 200  |
| Fecha de actualización: 13 de noviembre de 2023 |                        |                         |                           |           |                 |

## Máximas goleadoras
Actualizado al último partido disputado el: 3 de mayo de 2024

### Máximas goleadoras en liga
| Pos  | Nacionalidad   | Nombre              | Goles |
| ---- | -------------- | ------------------- | ----- |
| 1.º  | México         | Renae Cuéllar       | 76    |
| 2.º  | México         | Daniela Espinosa    | 26    |
| 3.º  | Estados Unidos | Angelina Hix        | 23    |
| 4.º  | México         | Sanjuana Muñoz      | 18    |
| 5.º  | México         | Inglis Hernández    | 15    |
| 6.º  | México         | Rosa Aguilar        | 14    |
| 7.º  | Venezuela      | Paola Villamizar    | 12    |
| 8.º  | México         | Mayra Pelayo-Bernal | 11    |
| 9.º  | México         | Mónica Alvarado     | 8     |
| 10.º | México         | Valeria Barajas     | 6     |

| Máximas goleadoras en temporada regular | Máximas goleadoras en temporada regular | Máximas goleadoras en temporada regular | Máximas goleadoras en temporada regular |
| Pos                                     | Nacionalidad                            | Nombre                                  | Goles                                   |
| --------------------------------------- | --------------------------------------- | --------------------------------------- | --------------------------------------- |
| 1.º                                     | México                                  | Renae Cuéllar                           | 76                                      |
| 2.º                                     | México                                  | Daniela Espinosa                        | 25                                      |
| 3.º                                     | Estados Unidos                          | Angelina Hix                            | 21                                      |
| 4.º                                     | México                                  | Sanjuana Muñoz                          | 16                                      |
| 5.º                                     | México                                  | Inglis Hernández                        | 15                                      |
| Máximas goleadoras en liguilla          |                                         |                                         |                                         |
| Pos                                     | Nacionalidad                            | Nombre                                  | Goles                                   |
| 1.º                                     | México                                  | Sanjuana Muñoz                          | 2                                       |
| 1.º                                     | México                                  | Mayra Pelayo-Bernal                     | 2                                       |
| 1.º                                     | Estados Unidos                          | Angelina Hix                            | 2                                       |
| 4.º                                     | México                                  | Mónica Alvarado                         | 1                                       |
| 4.º                                     | México                                  | Daniela Espinosa                        | 1                                       |
| 4.º                                     | Estados Unidos                          | Adyson Willett                          | 1                                       |

### Máximas anotadoras por temporada
| Máximas anotadoras por temporada de copa MX      | Máximas anotadoras por temporada de copa MX         | Máximas anotadoras por temporada de copa MX |
| Torneo                                           | Jugadora                                            | Goles                                       |
| ------------------------------------------------ | --------------------------------------------------- | ------------------------------------------- |
| Copa MX 2017                                     | Carolina Jaramillo                                  | 3                                           |
| Copa MX 2017                                     | Fabiola Ibarra                                      | 3                                           |
| Máximas anotadoras por temporada regular de liga |                                                     |                                             |
| Torneo                                           | Jugadora                                            | Goles                                       |
| Apertura 2017                                    | María Cristina Juárez                               | 4                                           |
| Clausura 2018                                    | Rosa Aguilar                                        | 3                                           |
| Apertura 2018                                    | Inglis Hernández                                    | 4                                           |
| Clausura 2019                                    | Valeria Barajas                                     | 3                                           |
| Apertura 2019                                    | Renae Cuéllar                                       | 12                                          |
| Clausura 2020 *                                  | Renae Cuéllar                                       | 5                                           |
| Apertura 2020                                    | Renae Cuéllar                                       | 7                                           |
| Clausura 2021                                    | Renae Cuéllar                                       | 11                                          |
| Apertura 2021                                    | Renae Cuéllar                                       | 15                                          |
| Clausura 2022                                    | Renae Cuéllar                                       | 7                                           |
| Apertura 2022                                    | Renae Cuéllar                                       | 11                                          |
| Apertura 2022                                    | Angelina Hix                                        | 11                                          |
| Clausura 2023                                    | Renae Cuéllar                                       | 8                                           |
| Apertura 2023                                    | Mayra Pelayo-Bernal Sanjuana Muñoz Daniela Espinosa | 6                                           |
| Clausura 2024                                    | Daniela Espinosa                                    | 9                                           |

| Máximas anotadoras por liguilla | Máximas anotadoras por liguilla                      | Máximas anotadoras por liguilla                      |
| Torneo                          | Jugadora                                             | Goles                                                |
| ------------------------------- | ---------------------------------------------------- | ---------------------------------------------------- |
| Copa MX 2017                    | Inglis Hernández                                     | 1                                                    |
| Apertura 2019                   | No se anotaron goles durante la liguilla             | No se anotaron goles durante la liguilla             |
| Clausura 2020                   | Suspendido debido a la pandemia por COVID-19         | Suspendido debido a la pandemia por COVID-19         |
| Apertura 2021                   | Angelina Hix                                         | 1                                                    |
| Apertura 2021                   | Sanjuana Muñoz                                       | 1                                                    |
| Clausura 2022                   | El único gol fue un autogol de Del Campo (Monterrey) | El único gol fue un autogol de Del Campo (Monterrey) |
| Apertura 2022                   | No se anotaron goles durante la liguilla             | No se anotaron goles durante la liguilla             |
| Clausura 2023                   | Mónica Alvarado Angelina Hix Adyson Willett          | 1                                                    |
| Apertura 2023                   | Mayra Pelayo-Bernal                                  | 2                                                    |

## Palmarés
| Competición nacional             | Títulos | Subcampeonatos |
| -------------------------------- | ------- | -------------- |
| Copa de la Liga MX Femenil (0/1) |         | 2017 (Record)  |

### Fuerzas Básicas
| Sub-15                           | Títulos | Subcampeonatos |
| -------------------------------- | ------- | -------------- |
| Copa Chivas Femenil Sub-15 (1/1) | 2023    |                |

## Jugadoras Extranjeras
| Jugadora           | Posición      | Edad    | Procedencia                 | Destino                   | Duración            |
| ------------------ | ------------- | ------- | --------------------------- | ------------------------- | ------------------- |
| Valentina Oviedo * | Mediocampista | 23 años | Fuerzas básicas             | Agente libre              | Cl. 2018 - Ap. 2022 |
| Paola Villamizar   | Delantera     | 31 años | C. D. Santiago Morning      | Sigue en el club          | Ap. 2021 - Presente |
| Angelina Hix       | Delantera     | 32 años | C. D. Santiago Morning      | En recuperación de lesión | Ap. 2021 - Ap. 2023 |
| Summer Mason       | Mediocampista | 27 años | Agente libre                | F.C. Levante Las Planas   | Ap. 2022            |
| Adyson Willett     | Defensa       | 27 años | ŽFK Mašinac                 | Agente libre              | Ap. 2022 - Cl. 2024 |
| Kaitlin Fregulia   | Defensa       | 27 años | North Carolina Courage      | Agente libre              | Cl. 2023            |
| Melissa Herrera    | Mediocampista | 28 años | F. C. Girondins de Bordeaux | Sigue en el club          | Ap. 2023 - Presente |
| Marta Cox          | Mediocampista | 28 años | C. de F. Pachuca            | En el club                | Cl. 2024            |
| Aisha Solórzano    | Delantera     | 27 años | C. Puebla                   | En el club                | Ap. 2024            |

*  La jugadora tiene nacionalidad mexicana, pero representa a otra selección nacional.

## Entrenadores
Actualizado al último partido disputado el: 3 de mayo de 2024
| Entrenador       | Temporada     | PJ | PG | PE | PP | TR | GF  | GC  | DG  | PTS | POS                                          | Resultado                                    | EFE (%) |
| ---------------- | ------------- | -- | -- | -- | -- | -- | --- | --- | --- | --- | -------------------------------------------- | -------------------------------------------- | ------- |
| Andrea Rodebaugh | Copa MX 2017  | 4  | 3  | 0  | 1  | 0  | 7   | 9   | -2  | 9   | 2.º                                          | Subcampeona                                  | 75.0    |
| Andrea Rodebaugh | Apertura 2017 | 14 | 5  | 4  | 5  | 0  | 17  | 19  | -2  | 19  | 9.º                                          | Fase de grupos                               | 45.2    |
| Andrea Rodebaugh | Clausura 2018 | 13 | 2  | 4  | 7  | 0  | 11  | 21  | -10 | 10  | 12.º                                         | Fase de grupos                               | 25.6    |
| Andrea Rodebaugh | Apertura 2018 | 15 | 2  | 2  | 11 | 0  | 10  | 28  | -18 | 9   | 15.º                                         | Fase de grupos                               | 17.8    |
| Andrea Rodebaugh | Total         | 46 | 12 | 10 | 24 | 0  | 45  | 77  | -32 | 47  | 10.º                                         | 1 Subcampeonato en Copa                      | 33.3 %  |
| Gerardo Romo     | Clausura 2019 | 16 | 3  | 4  | 9  | 0  | 10  | 26  | -16 | 13  | 16.º                                         | Fase de grupos                               | 27.1    |
| Gerardo Romo     | Total         | 16 | 3  | 4  | 9  | 0  | 10  | 26  | -16 | 13  | 16.º                                         | Fase de grupos                               | 27.1 %  |
| Carla Rossi      | Apertura 2019 | 20 | 8  | 6  | 6  | 0  | 27  | 24  | 3   | 30  | 7.º                                          | Cuartos de final                             | 50.0    |
| Carla Rossi      | Clausura 2020 | 9  | 4  | 1  | 4  | 0  | 15  | 13  | 2   | 13  | Suspendido debido a la pandemia por COVID-19 | Suspendido debido a la pandemia por COVID-19 | 48.1    |
| Carla Rossi      | Total         | 29 | 12 | 7  | 10 | 0  | 42  | 37  | 5   | 43  | 7.º                                          | 1 Cuartos de final                           | 49.4 %  |
| Franky Oviedo    | Apertura 2020 | 17 | 3  | 3  | 11 | 0  | 16  | 31  | -15 | 12  | 16.º                                         | Fase de grupos                               | 23.5    |
| Franky Oviedo    | Clausura 2021 | 17 | 5  | 3  | 9  | 0  | 17  | 20  | -3  | 18  | 12.º                                         | Fase de grupos                               | 35.3    |
| Franky Oviedo    | Total         | 34 | 8  | 6  | 20 | 0  | 33  | 51  | -18 | 30  | 14.º                                         | Fase de grupos                               | 29.4 %  |
| Fabiola Vargas   | Apertura 2021 | 19 | 9  | 5  | 5  | 0  | 32  | 21  | 11  | 32  | 7.º                                          | Cuartos de final                             | 56.1    |
| Fabiola Vargas   | Clausura 2022 | 19 | 4  | 9  | 6  | 0  | 25  | 32  | -7  | 21  | 8.º                                          | Cuartos de final                             | 36.8    |
| Fabiola Vargas   | Total         | 38 | 13 | 14 | 11 | 0  | 57  | 53  | 4   | 53  | 8.º                                          | 2 Cuartos de final                           | 46.5 %  |
| Juan Romo        | Apertura 2022 | 19 | 8  | 5  | 6  | 0  | 34  | 28  | 6   | 29  | 5.º                                          | Cuartos de final                             | 50.9    |
| Juan Romo        | Clausura 2023 | 18 | 8  | 5  | 5  | 1  | 26  | 34  | -8  | 29  | 8.º                                          | Cuartos de final                             | 53.7    |
| Juan Romo        | Apertura 2023 | 19 | 10 | 4  | 5  | 0  | 39  | 29  | 10  | 34  | 5.º                                          | Cuartos de final                             | 59.6    |
| Juan Romo        | Clausura 2024 | 17 | 6  | 3  | 8  | 0  | 32  | 31  | 1   | 21  | 11.º                                         | –                                            | 41.2    |
| Juan Romo        | Total         | 73 | 32 | 17 | 24 | 1  | 131 | 122 | 9   | 113 | 7.º                                          | 3 Cuartos de final                           | 51.6 %  |